# Miho Hatori
Miho Hatori (羽鳥 美保, Miho Hatori, Tokio, Japón) es una cantante y compositora japonesa. Ella es principalmente conocida como vocalista del grupo neoyorquino Cibo Matto. Nació el 4 de abril de 1971. También es conocida por su trabajo con la banda virtual Gorillaz, en la que proporcionó su voz al personaje animado de Noodle.

## Biografía
Miho mostró un temprano interés por la música durante su infancia en Japón. Trabajó en una tienda de discos donde fue expuesta a muchos estilos diferentes de música, y algunas veces en clubs de DJ. Miho se mudó a Nueva York, Estados Unidos, alrededor de 1993 para estudiar arte. Su primera banda en Nueva York fue una banda punk llamada Leitoh Lychee en la que cantaba y tocaba el violín a través de un pedal con efecto de distorsión.
Era un miembro de Lychee Leitoh cuando conoció a Yuka Honda, cofundador de Cibo Matto en 1994. Cibo Matto llegó a lanzar dos álbumes, Viva! La Woman en 1996 y Stereo Type A en el año 1999 . Miho también contribuyó con su voz en el álbum solista de su compañero de banda en Cibo Matto, Sean Lennon, Into the Sun en 1998. 
Mientras que Cibo Matto estaba de gira con Beck, Miho y el guitarrista de Beck Smokey Hormel descubrieron su amor por la  bossa nova y la samba, que finalmente resultó en su proyecto musical Smokey & Miho, al estilo brasileño. Otros artistas que ha trabajado incluyen Handsome Boy Modeling School en el álbum So... How's Your Girl?, Stephin Merritt's The 6ths, The Baldwin Brothers, Beastie Boys, Blackalicious, Peter Daily, Greg Kurstin (Action Figure Party), Forró in the Dark, John Zorn, y The Incredible Moses Leroy. Miho también ha actuado como solista, y el 21 de octubre de 2005, su primer álbum en solitario, Ecdysis fue lanzado en Japón, más tarde en el mercado norteamericano y europeo. Ella actuó en Jet Set Radio Future para la Xbox como personaje principal y modelo de un grupo de mujeres patinadoras. Birthday Cake, canción del primer álbum de Cibo Matto, también se utilizó en el juego. Ella es también conocida por su trabajo con la banda virtual Gorillaz, ya que es la primera persona en proporcionar la voz de Noodle para el auto-titulado álbum debut Gorillaz. Una de las canciones en la que participa es "19-2000".

## Discografía (solista)

### Álbumes
- Ecdysis (2005)

### Sencillos
- Baracuda (2006)

## Films
- "Shindo"
- "The Killing Of A Chinese Cookie"
- "xXx Forbidden love" (Diesel's short film by Alexi Tan)